# Шугарлоуф Тауншип (округ Колумб, Пенсільванія)
Шугарлоуф Тауншип (англ. Sugarloaf Township) — селище (англ. township) в США, в окрузі Колумбія штату Пенсільванія. Населення — 887 осіб (2020).

## Демографія
Згідно з переписом 2010 року, у селищі мешкало 913 осіб у 404 домогосподарствах у складі 275 родин. Було 783 помешкання
Расовий склад населення:
| - 98,9 % — білих - 0,4 % — азіатів - 0,1 % — корінних американців |

До двох чи більше рас належало 0,5 %. Частка іспаномовних становила 1,0 % від усіх жителів.
За віковим діапазоном населення розподілялося таким чином: 17,0 % — особи молодші 18 років, 57,4 % — особи у віці 18—64 років, 25,6 % — особи у віці 65 років та старші. Медіана віку мешканця становила 50,4 року. На 100 осіб жіночої статі у селищі припадало 96,8 чоловіків;  на 100 жінок у віці від 18 років та старших — 99,5 чоловіків також старших 18 років.
Середній дохід на одне домашнє господарство  становив 54 332 долари США (медіана — 50 052), а середній дохід на одну сім'ю — 62 795 доларів (медіана — 57 639). Медіана доходів становила 46 111 долар для чоловіків та 34 375 доларів для жінок. За межею бідності перебувало 7,3 % осіб, у тому числі 10,4 % дітей у віці до 18 років та 7,3 % осіб у віці 65 років та старших.
Цивільне працевлаштоване населення становило 272 особи. Основні галузі зайнятості: освіта, охорона здоров'я та соціальна допомога — 30,1 %, виробництво — 17,6 %, транспорт — 10,3 %, будівництво — 9,9 %.